# Mer des Hébrides
Pour les articles homonymes, voir Hébrides (homonymie).
La mer des Hébrides (en anglais : Sea of the Hebrides ; en gaélique écossais : Cuan Barrach) est une mer épicontinentale de l'océan Atlantique située au Royaume-Uni, sur la côte ouest de l'Écosse, entre le Sud de l'archipel des Hébrides extérieures et le Nord de l'archipel des Hébrides intérieures. Elle fait partie des mers intérieures de la côte ouest de l'Écosse, un espace maritime délimité par l'Organisation hydrographique internationale.

## Géographie
La mer des Hébrides communique directement avec l'océan Atlantique par le sud et indirectement avec ce même océan via les différents détroits formés entre les différentes îles des Hébrides extérieures à l'ouest et au nord. Elle communique aussi au nord avec le détroit appelé The Little Minch qui la relie à The Minch, une autre mer épicontinentale des mers intérieures de la côte ouest de l'Écosse. La mer des Hébrides contient tout ou partie des très nombreuses îles faisant partie de l'archipel des Hébrides.

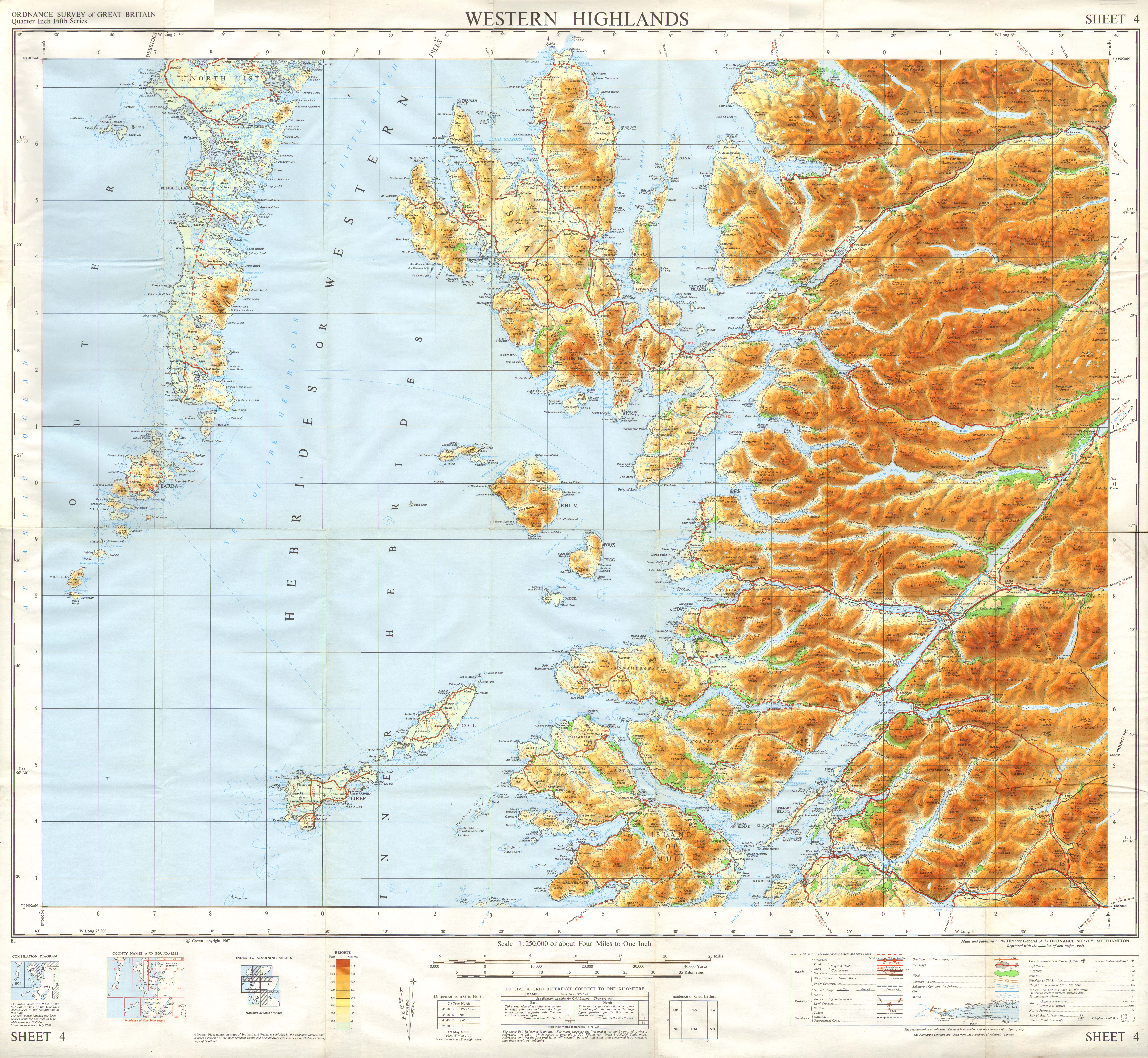
Carte de 1967 de l'ouest de l'Écosse centrée sur la mer des Hébrides.

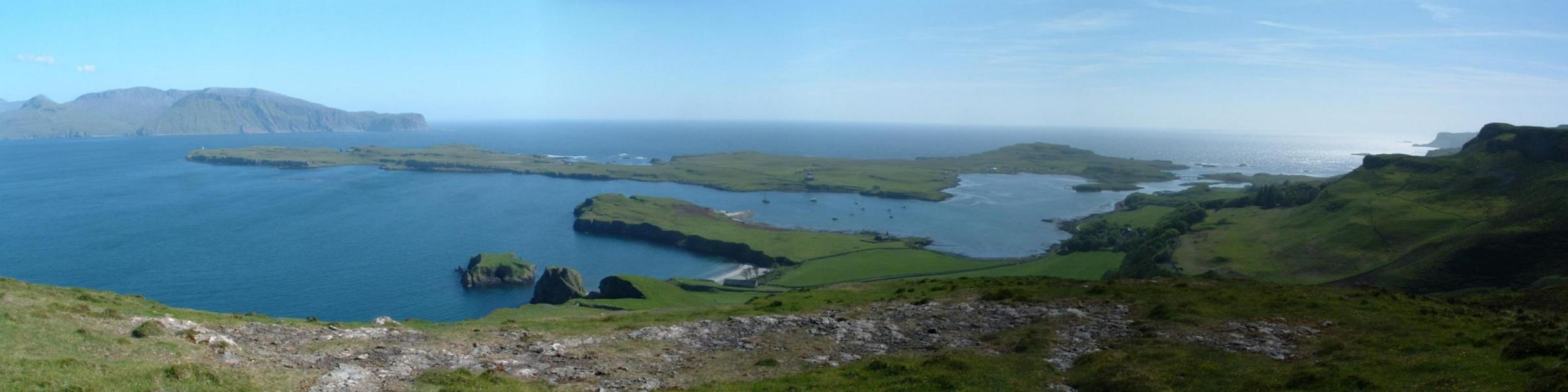
Panorama de Sanday à partir de la Colline de la Boussole sur Canna. Au fond, Rùm. Toutes ces îles sont baignées par la mer des Hébrides.